# Victorian Women's Suffrage Society
Victorian Women's Suffrage Society, är en organisation för kvinnors rättigheter i Australien, grundad 1884. 
Den ledde rörelsen för kvinnlig rösträtt i delstaten Victoria. Det var den första rösträttsrörelsen för kvinnor i Australien, och utgjorde början på kampen för kvinnlig rösträtt i Australien. 
Föreningen grundades av Henrietta Dugdale och Annie Lowe. Dugdale hade påbörjat kampen för rösträtt i delstaten 1868, och organiserade den genom grundandet av föreningen. 
Dess syfte var 'To obtain the same political privileges for women as now possessed by male voters'. Den var inte enbart för kvinnor utan hade både män och kvinnor som medlemmar. 
Delstaten Victoria införde kvinnlig rösträtt 1908, vilket var den sista i Australien.